# Paweł Zimniak
Paweł Andrzej Zimniak (ur. 1965) – polski literaturoznawca, dr hab., profesor nadzwyczajny Instytutu Filologii Germańskiej Wydziału Humanistycznego Uniwersytetu Zielonogórskiego i Instytutu Lingwistyki Stosowanej Państwowej Wyższej Szkoły Zawodowej im. Jana Amosa Komeńskiego w Lesznie.

## Życiorys
W 1989 ukończył studia filologii germańskiej w Wyższej Szkole Pedagogicznej im. Tadeusza Kotarbińskiego w Zielonej Górze, 16 listopada 1995 obronił pracę doktorską Die verlorene Zeit im verlorenen Reich. Christine Bruckners Familiensaga und Leonie Ossowskis Familienchronik, następnie uzyskał stopień doktora habilitowanego. 20 czerwca 2018 nadano mu tytuł profesora w zakresie nauk humanistycznych.
Objął funkcję profesora nadzwyczajnego w Instytucie Lingwistyki Stosowanej Państwowej Wyższej Szkole Zawodowej im. Jana Amosa Komeńskiego w Lesznie, a także w Instytucie Filologii Germańskiej na  Wydziale Humanistycznym Uniwersytetu Zielonogórskiego.
Jest dyrektorem Instytutu Filologii Germańskiej Wydziału Humanistycznego Uniwersytetu Zielonogórskiego.